# Jristo Gueorguiev
Jristo Gueorguiev –en búlgaro, Христо Георгиев– es un deportista búlgaro que compitió en piragüismo en la modalidad de aguas tranquilas. Ganó una medalla de bronce en el Campeonato Mundial de Piragüismo de 1989, en la prueba de C4 1000 m.

## Palmarés internacional
| Campeonato Mundial | Campeonato Mundial | Campeonato Mundial | Campeonato Mundial |
| Año                | Lugar              | Medalla            | Competición        |
| ------------------ | ------------------ | ------------------ | ------------------ |
| 1989               | Plovdiv (Bulgaria) | Medalla de bronce  | C4 1000 m          |